# 讃岐氏
讃岐氏（さぬきし、さぬきうじ）は、日本の古代氏族。
神櫛皇子を始祖とする皇別氏族。讃岐国を本拠地とし、皇子3世が讃岐国造を賜ったことによってに始まり、同国で繁栄した氏族。

## 概要
神櫛皇子は12代景行天皇と五十河媛との間に生まれ
、讃岐国に下る。
『先代旧事本紀』「国造本紀」によると、応神天皇期、皇子の3世孫の須賣保禮命が国造に定められたとされる。
その子孫は一時期を除き代々これを世襲し、この地域を治めた。
敏達天皇期に「紗抜大押直」（さぬきのおおしのあたい）の姓を賜り、さらに庚午年籍で「大押」を改め「凡直」（おおしのあたい）となる。
奈良時代には「讃岐直」や「凡直」となるが、後に凡直千継（おおしのちつぐ）の時、延暦10年（791年）「讃岐公」へ改賜された。
平安時代に入ると、讃岐千継、広直、浄直、永直、永成など数世代にわたり明法博士を出している。讃岐永直は当時の優れた明法家として知られ、『令義解』の撰者の一人となった。承和3年（836年）弟の永成、従兄弟の当世らと供に「讃岐朝臣」を改賜されている。永直はこの時本貫を京都に移し、その子孫は和気氏を称した。
永直没後の貞観6年（864年）、高作（永成の子）、時雄（当世の子）、時人（永直の子）が「和気朝臣」を賜姓されている。
讃岐氏の子孫はその後も讃岐国で繁栄し、後裔には植田氏、神内氏、三谷氏、寒川氏、由良氏、十河氏、高松氏、高木氏、三木氏などの庶家が出た。